# 窯業

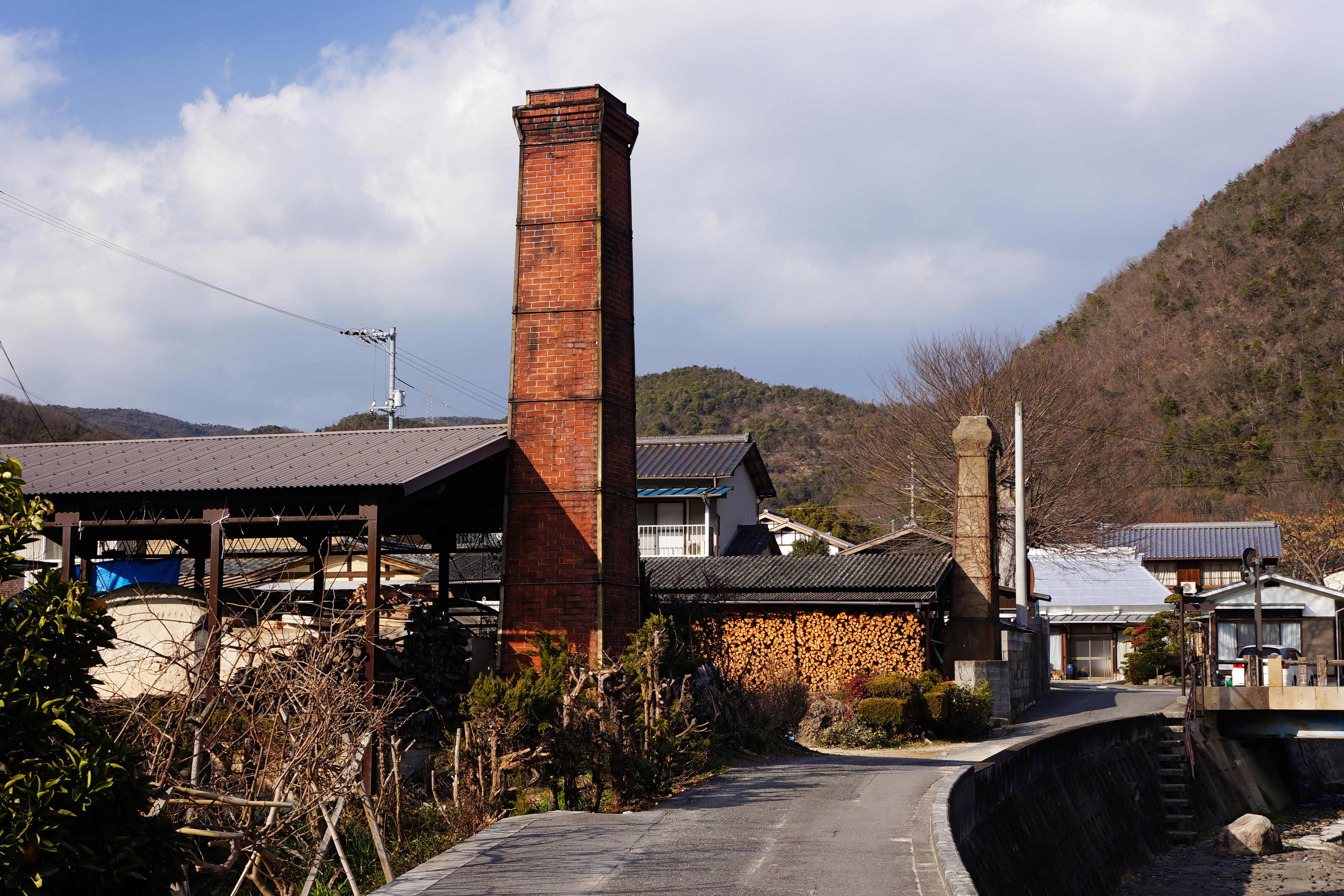
日本備前燒的窯業設施。

窯業是將粘土、石英、石灰岩等非金屬原料高熱處理，製造成陶磁器、瓦、玻璃、水泥等製品的工業。因為使用窯，所以稱作窯業。窯在傳統上以柴、炭、煤作為燃料，但是近年使用石油的鍋爐或電窯也相當普及。

## 脚注
1. ↑  .   [2017-01-31]. （原始内容存档于2020-06-05）.

## 關連項目
- 陶器
- 磁器